# Hollywood Vampires (album)
Pour les articles homonymes, voir Hollywood Vampires.
Albums de L.A. Guns
Cocked & Loaded
(1989) Vicious Circle
(1994)
Singles
1. Kiss My love Goodbye
Sortie : juillet 1991
2. Some Lie 4 Love
Sortie : novembre 1991
3. It's Over Now
Sortie : fevrier 1992

Hollywood Vampires est le troisième album studio du groupe californien, L.A. Guns. Il est sorti en juin 1991 sur le label Polydor Records et a été produit par Mickael James Jackson.

## Historique
Cet album a été enregistré fin 1990 / début 1991 dans sa grande majorité aux Ocean Way Studios d'Hollywood et aux studios Rumbo Recorders de Canoga Park. Des enregistrements complémentaires ont été effectués aux studios 4th Street Recorders, The Fortress, Paramount, Soundcastle, Original Sound, Track Recorders, Studio II et 55 d'Hollywood et Beat Street de North Hollywood.
Il atteindra la 42e place du Billboard 200 aux États-Unis. En Europe, il se classa à la 28e place des charts suisses et à la 44e place des charts britanniques. La ballade It's Over Now se classa à la 62e place du Billboard Hot 100 tandis que Some Lie 4 Love et Kiss My Love Goodbye atteindront respectivement la 48e et 25e place du classement des Mainstream Rock Tracks américains. La chanson Over the Edge qui ouvre l'album sera utilisée dans la bande-son du film Point Break.
Le batteur Steve Riley sera remplacé lors de la tournée de promotion de l'album par M.C. Bones.
Sa réédition européenne en 2016, comprend cinq titres bonus enregistrés en public provenant du single The Ballad of Jayne sorti en Grande-Bretagne en 1991.

## Liste des titres
- Tous les titres sont signés par le groupe sauf indications

| No  | Titre                | Auteur                   | Durée |
| --- | -------------------- | ------------------------ | ----- |
| 1.  | Over the Edge        |                          | 5:41  |
| 2.  | Some Lie 4 Love      |                          | 3:34  |
| 3.  | Kiss My Love Goodbye | L.A. Guns, Steve Diamond | 4:42  |
| 4.  | Here It Comes        |                          | 4:37  |
| 5.  | Crystal Eyes         |                          | 5:54  |
| 6.  | Wild obsession       |                          | 4:14  |
| 7.  | Dirty Luv            |                          | 4:29  |
| 8.  | My Koo Ka Choo       | L.A. Guns, Jim Vallance  | 4:06  |
| 9.  | It's Over Now        | L.A. Guns, Vallance      | 4:10  |
| 10. | Snake Eyes Boogie    |                          | 2:56  |
| 11. | I Found You          |                          | 3:43  |
| 12. | Big House            |                          | 4:12  |

Titres bonus réédition 2016
| No  | Titre                       | Auteur              | Durée |
| --- | --------------------------- | ------------------- | ----- |
| 13. | Over the Edge (live)        |                     | 5:41  |
| 14. | Dirty Luv (live)            |                     | 4:29  |
| 15. | My Koo Ka Choo (live)       | L.A. Guns, Vallance | 4:06  |
| 16. | Kiss My Love Goodbye (live) | L.A. Guns, Diamond  | 4:42  |
| 17. | Some Lie 4 Love (live)      |                     | 3:34  |

## Musiciens
- Tracii Guns: guitare solo, guitare, guitare slide, guitares acoustiques 6 & 12 cordes, thérémine, chœurs
- Phil Lewis: chant
- Mick Cripps: guitare électrique, acoustique & slide, claviers, chœurs
- Kelly Nickels: basse, chœurs
- Steve Riley: batterie, percussions, chœurs

## Charts
Charts album
| Pays        | Durée du classement | Meilleur classement |
| ----------- | ------------------- | ------------------- |
| États-Unis  | 18 semaines         | 42e                 |
| Royaume-Uni | 1 semaine           | 44e                 |
| Suisse      | 2 semaines          | 28e                 |

Charts singles
| Date | Single               | Chart                  | durée du classement | Position |
| ---- | -------------------- | ---------------------- | ------------------- | -------- |
| 1991 | Kiss My Love Goodbye | Mainstream Rock Tracks | 11 semaines         | 16e      |
| 1991 | Some Lie 4 Love      | Mainstream Rock Tracks | 1 semaine           | 48e      |
| 1991 | Some Lie 4 Love      | UK Singles Chart       | 1 semaine           | 61e      |
| 1992 | It's Over Now        | Hot 100                | 11 semaines         | 62e      |
| 1992 | It's Over Now        | Mainstream Rock Tracks | 10 semaines         | 25e      |